# Paysage avec un obélisque
Paysage avec un obélisque (Landscape with Obelisk) est un tableau de l'artiste néerlandais Govert Flinck, peint en 1638. La peinture à l'huile sur bois, mesurant 54,5 × 71 centimètres, était autrefois attribuée à Rembrandt, avant d'être reconnue comme étant l'œuvre de l'un de ses élèves, Govert Flinck, dans les années 1980. Le tableau était exposé au musée Isabella-Stewart-Gardner de Boston, dans l'État américain du Massachusetts, avant d'être l'une des treize œuvres volées au musée en 1990.

## Histoire
Le tableau fait partie de la collection de la maison de Hesse, de Jérôme-Napoléon Bonaparte à la suite des guerres napoléoniennes en 1816 puis de Samuel Woodburn à partir de 1853. Il est ensuite vendu pour neuf livres sterling à Londres en 1854. Il entre ensuite dans la collection d'Étienne Martin de Beurnonville en 1876 puis est mis en vente à plusieurs reprises au début des années 1880, sans acheteur. Finalement, il est acquis par le collectionneur autrichien Alexander Posonyi en 1884 puis par le hongrois Georg Ráth avant 1900. Vers janvier 1900, il est vendu à la galerie d'art Colnaghi à Londres.
En mars 1900, Bernard Berenson achète le tableau à la galerie Colnaghi pour 4 500 livres sterling au nom de la collectionneuse d'art Isabella Stewart Gardner.
Il est exposé au musée Isabella-Stewart-Gardner de Boston, dans l'État américain du Massachusetts, avant d'être volé le 18 mars 1990. La peinture n'a pas refait surface et une récompense est toujours offerte pour le retour des objets volés,.
Sa valeur est estimée à environ dix millions de dollars américains.